# 유대인 문제에 대한 최종 해결책

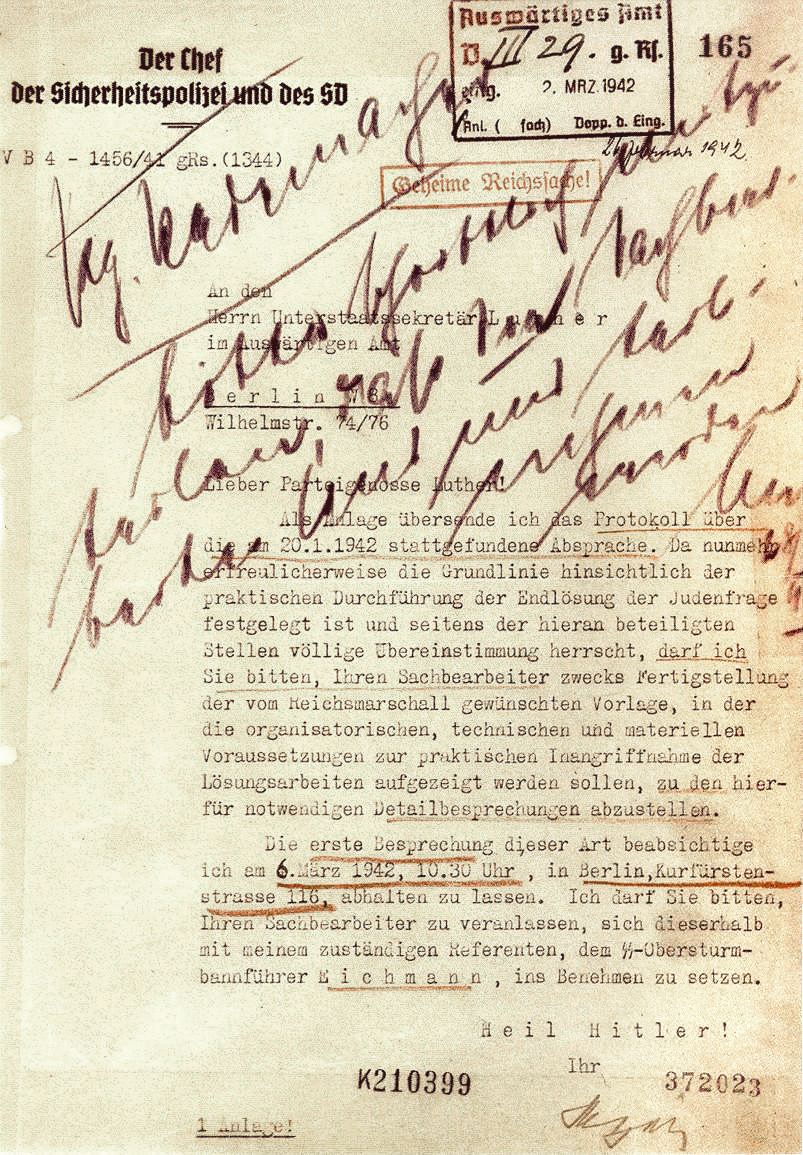
친위대 제국지도자였던 라인하르트 하이드리히가 1942년 2월 26일 마르틴 루터 차관(Ministerialdirektor)에게 보낸 편지. 유대인 문제에 대한 최종 해결책의 실행에 관한 행정적 협조를 구하고 있다.

유대인 문제에 대한 최종 해결책(독일어: Endlösung der Judenfrage, 영어: Final Solution to the Jewish Question) 또는 단순히 최종 해결책(독일어: die Endlösung, 영어: Final Solution)은 제2차 세계 대전 도중 나치에 점령된 유럽 지역에서 대량 학살을 통해 유대인을 체계적으로 전멸시키려 했던 계획을 가리킨다. 이 정책은 1942년 1월 반제 회의에서 구체화되었으며, 폴란드의 유대인 90%와 유럽 내의 유대인의 3분의 2가 학살당한 홀로코스트에서 막을 내렸다.
홀로코스트에 관한 여러 연구 중, 최종 해결책으로 이어졌던 여러 결정들의 본질과 타이밍만큼 많이 연구된 주제는 없다. 최종 해결책 프로그램은 전쟁의 첫 25개월 동안 점차 진화하여 결국 "독일인의 손이 닿는 곳에 있는 모든 유대인을 죽이는 것"이 되었다. 크리스토퍼 브라우닝에 의하면, 최종 해결책은 특정 시기에 이루어진 어떤 결정 하나에 의해 만들어진 것이 아니라는 데에 대부분의 역사학자들이 동의한다. "의사 결정 과정은 오랜 시간동안 이루어졌으며, 점진적이었다는 사실이 정설이다." 라울 힐베르크의 묘사에 의하면, 최종 해결책 초기에는 소련 등지에서 살인자들이 희생자들에게 찾아갔다면, 후기에는 유럽 전역에서 희생자들이 살인자들에게 끌려가 수용소에서 죽임당했다.

## 배경
"최종 해결책"이라는 용어는 나치가 유대인 전멸 계획을 지칭하기 위해 사용한 완곡한 표현이었다. 마크 로즈먼 등의 역사학자들은 독일의 지도자들이 최종 해결책에 대해서 논의할 때 극도로 조심스러운 태도를 취했던 경향이 있었다는 것을 보였다. 그러한 완곡어법은 "그들이 살인에 대해서 이야기하는 정상적 방법"이었다.
나치가 1933년 1월 권력을 얻기 시작하여 1939년 9월 전쟁이 발발할 때까지, 독일에서 이루어진 유대인에 대한 나치의 박해는 위협, 돈과 재산의 몰수, 타국으로의 이민 권고 등에 초점을 두었다. 1938년 오스트리아와 병합된 후에는 비엔나와 베를린에 특별한 사무실이 만들어졌는데, 여기서는 임박한 유대인 몰살 계획을 숨기지 않고 유대인의 이민을 "돕는" 일이 이루어졌다.
전쟁이 발발하고 나치가 폴란드를 침공하면서, 3백5십만 명의 폴란드 유대인이 나치와 소련 부대의 지배 아래에 놓이게 되었고, 이때부터 대량 학살 등 더 야만적인 유대인 박해가 시작되었다. 독일에게 점령된 폴란드 영토에서 유대인들은 게토에 살도록 강제되었다. 1941년 6월 소련에 대한 공격 이후, 독일의 지배층은 유대인을 강제 이주시키는 대신 몰살하여 레벤스라움을 이룰 계획을 품기 시작했다. 친위대 제국지도자였던 하인리히 힘러는 곧 "유대인 문제에 대한 최종 해결책"이라고 불릴 이 계획의 설계를 주도했다. 1941년 7월 31일, 제국원수였던 헤르만 괴링은, 국가보안본부의 본부장이었던 라인하르트 하이드리히에게 전보를 보내, 제시된 새 목표를 구현할 구체적인 제안서를 제출할 것을 지시한다.
유대인의 몰살은 크게 두 가지로 이루어졌다. 1941년 6월 바르바로사 작전이 시작함과 함께, 친위대와 질서경찰의 특별행동부대가 모든 유대인의 제거를 목표로 폴란드 동쪽의 소련 점령지와 다른 소련 국가들에 배치되었다. 달아나는 붉은 군대(적군)를 추격하면서, 힘러는 1941년 7월 초에 직접 비아위스토크에 들러 "원칙에 따라" 독일-소련 경계 뒤에 있는 "모든 유대인은 게릴라로 간주되어야 한다"고 요구했다. 그의 새 명령은 친위대와 경찰 간부들에게 경계 뒤에서 대량 학살을 할 수 있는 전적인 권한을 부여했다. 1941년 8월까지, 모든 유대인 남녀와 어린이들은 총살당했다. 몰살의 두 번째 양상에서, 중앙유럽, 서유럽, 동남유럽에 거주하던 유대인들은 홀로코스트 열차에 의해 새로 만들어진 가스 시설이 있는 수용소로 이동되었다. 1942년 최종 해결책의 계획들이 완전히 실행되기 전까지 1백만 명에 달하는 유대인이 살해당했다.

## 참조
- Hilberg, Raul (1985). 《The Destruction of the European Jews: The Revised and Definitive Edition》 [홀로코스트, 유럽 유대인의 파괴]. New York: Holmes and Meier. ISBN 0-8419-0832-X – Google Books, Snippet view 경유.
- Roseman, Mark (2002). 《The Villa, The Lake, The Meeting: Wannsee and the Final Solution》. Allen Lane. ISBN 0-713-99570-X.

## 같이 보기
- 국제유대인 & 헨리 포드